# フィトゥー
フィトゥー(Fitou)は、フランスオクシタニー地域圏オード県のコミューン。

## フィトゥーAOC
フィトゥーは、オード県の南西部（スペイン寄り）の9か村で作られる赤ワインの地区名AOCである。1940年代からある、ラングドック・ルシヨン地方では最も古いAOCで、赤ワインのみが認められている。
ワインは、カリニャン種とグルナッシュ種を中心に作られ、シラー、サンソー、ムルヴェードルなどの品種も使われる。スパイス、インク、なめし革などの香りがあり、色が濃く、非常に力強い。
栽培地域は、フィトゥー村が属する海岸地域と、30kmほど内陸に入った地区に分かれており、海岸地域産のものは、ボディはあるがやや荒っぽく、内陸産はまろやかでデリケートな味わいといわれている。
なお、フィトゥー地区の9か村と、スペイン寄りにあるピレネー＝オリアンタル県の100あまりの村では、甘口の酒精強化ワインミュスカ・ド・リヴザルトが作られている。